# Canalispira umuhlwa
Canalispira umuhlwa is een slakkensoort uit de familie van de Cystiscidae. De wetenschappelijke naam van de soort is voor het eerst geldig gepubliceerd in 1990 door Kilburn.